# Avlónas (Attique)
Pour l’article homonyme, voir Avlónas (Messénie).
Avlónas (grec moderne : Αυλώνας) est une localité située dans le dème d'Oropós, dans le district régional d'Attique-de-l'Est, dans la périphérie d'Attique, en Grèce.
Selon le recensement de 2021, elle compte 3 109 habitants.